# Rhyacophila viduata
Rhyacophila viduata är en nattsländeart som beskrevs av Luisa Eugenia Navas 1918. Rhyacophila viduata ingår i släktet Rhyacophila och familjen rovnattsländor. Inga underarter finns listade i Catalogue of Life.